# Isa Willinger

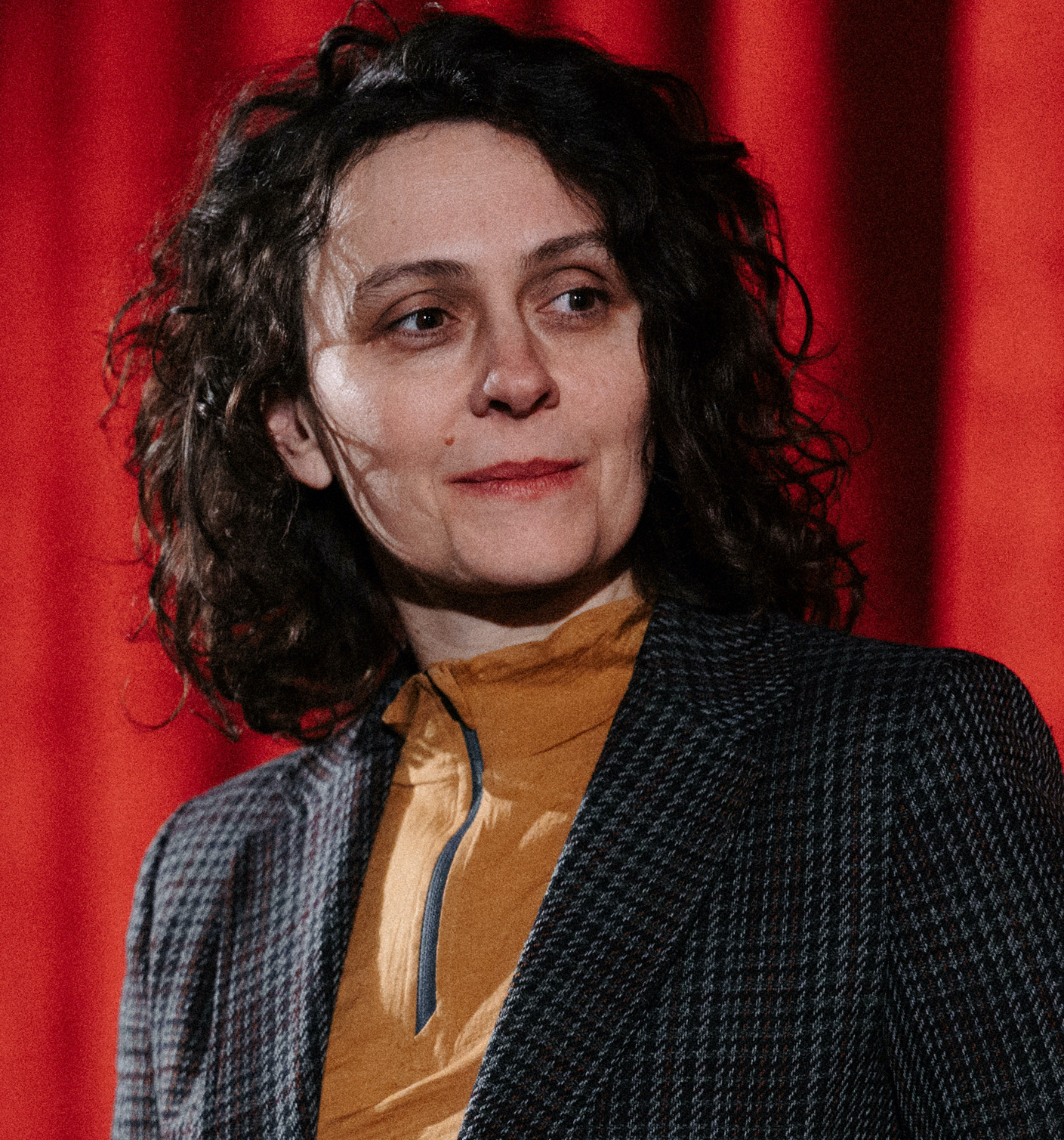
Isa Willinger (2024)

Isa Willinger (* 1980 in München) ist eine deutsche Filmregisseurin und Autorin.

## Leben
Willinger war bis 1998 Schülerin am Gymnasium Tegernsee. Die 11. Klasse verbrachte sie mit einem Stipendium des deutschen Bundestags und des Kongresses der Vereinigten Staaten (Parlamentarisches Patenschaftsprogramm) in Pennsylvania (USA). Willinger studierte bis 2013 an der Hochschule für Fernsehen und Film München Dokumentarfilmregie. Zuvor hatte sie Slawistik, Nordamerikastudien an der Humboldt-Universität Berlin und an der Freien Universität Berlin studiert und mit einem Magister abgeschlossen. 2005 war Willinger Fulbright-Stipendiatin an der New School University in New York, 2010 DAAD-Stipendiatin in Moskau. 2013 veröffentlichte sie ein Buch über das filmische Werk der sowjetisch-ukrainischen Regisseurin Kira Muratova, das sehr positive Rezensionen erhielt. 
Willingers Debütfilm Hi, AI. Liebesgeschichten aus der Zukunft über das künftige Zusammenleben von Menschen und Robotern war für den deutschen Filmpreis nominiert und erhielt zahlreiche weitere Auszeichnungen. So wurde ihr der SI STAR-Preis für herausragende Regisseurinnen von Malu Dreyer überreicht. 2019 war Willinger bei Markus Lanz (Fernsehsendung) eingeladen, um über den Film sowie die Möglichkeiten und Risiken von humanoiden Robotern zu sprechen. Willingers Folgefilm Plastic Fantastic behandelt das Wachstum der Plastikproduktion, Zusammenhänge zwischen Plastik und Klimawandel, die Lobbyarbeit der Plastikindustrie sowie mögliche Lösungen der Plastikkrise wie Cradle to Cradle. Der Film erhielt unter anderem den Deutschen Meeresfilmpreis und den Publikumspreis des Deutschen Dokumentarfilmpreises.

## Filmografie (Auswahl)
- 2013: Fort von allen Sonnen
- 2018: Musik und Macht
- 2019: Hi, Ai
- 2023: Plastic Fantastic[10]

## Auszeichnungen (Auswahl)
- 2013: Starter Filmpreis für Fort von allen Sonnen
- 2018: Václav Havel Preis für Musik und Macht
- 2019: Max Ophüls Preis Bester Dokumentarfilm für Hi, Ai
- 2019: Nominierung Deutscher Filmpreis für Hi, Ai
- 2020: SI STAR-Filmpreis für Hi, Ai
- 2024: Hoimar-von-Ditfurth-Preis für Plastic Fantastic[11]
- 2024: Deutscher Meeresfilmpreis für Plastic Fantastic
- 2024: Deutscher Dokumentarfilmpreis – Publikumspreis für Plastic Fantastic